# تصنيف ترشيح الهواء وفق المعهد الوطني للسلامة والصحة المهنية

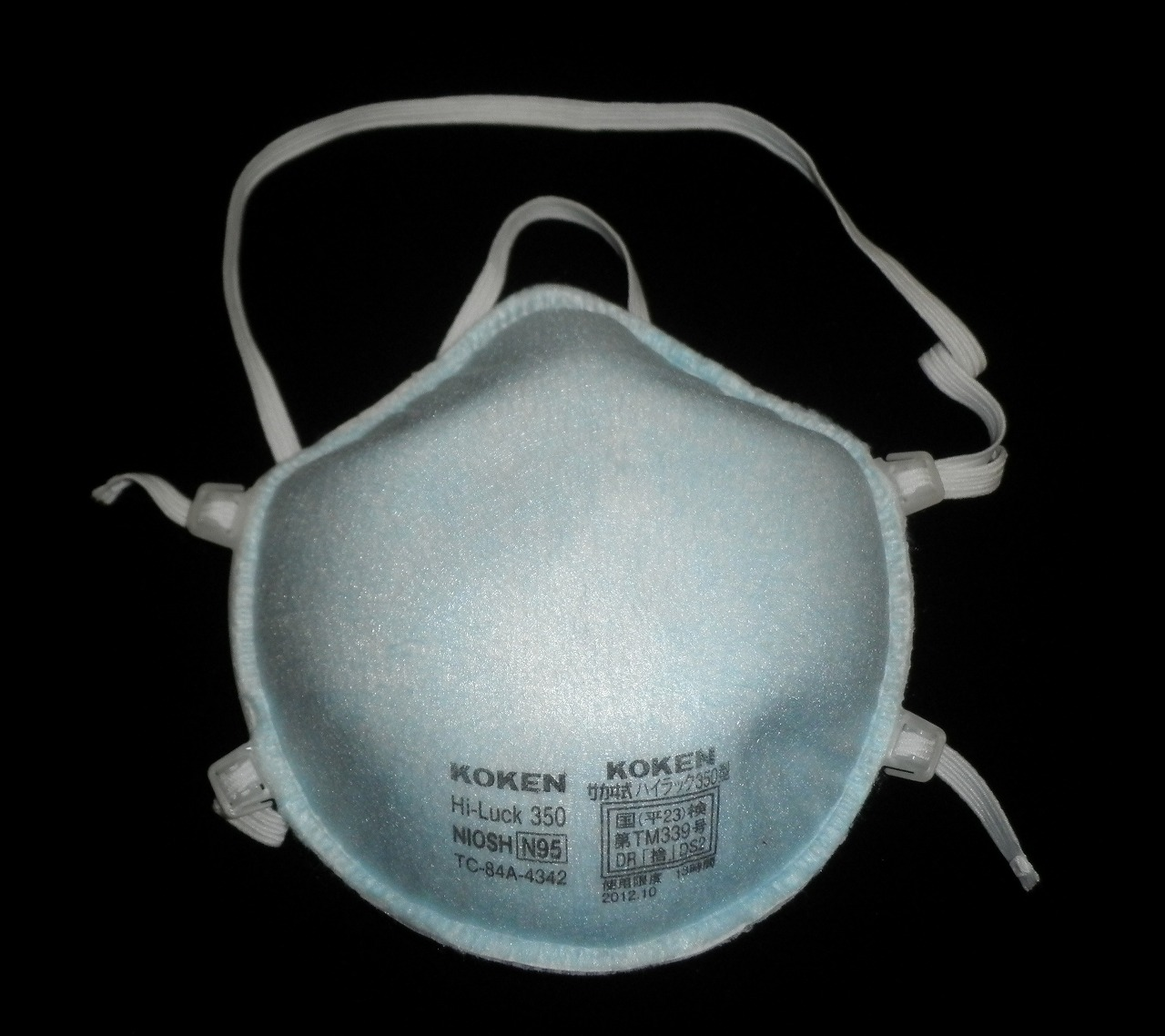
قناع الغبار N95، ويُوضع على الوجه لترشيح الهواء

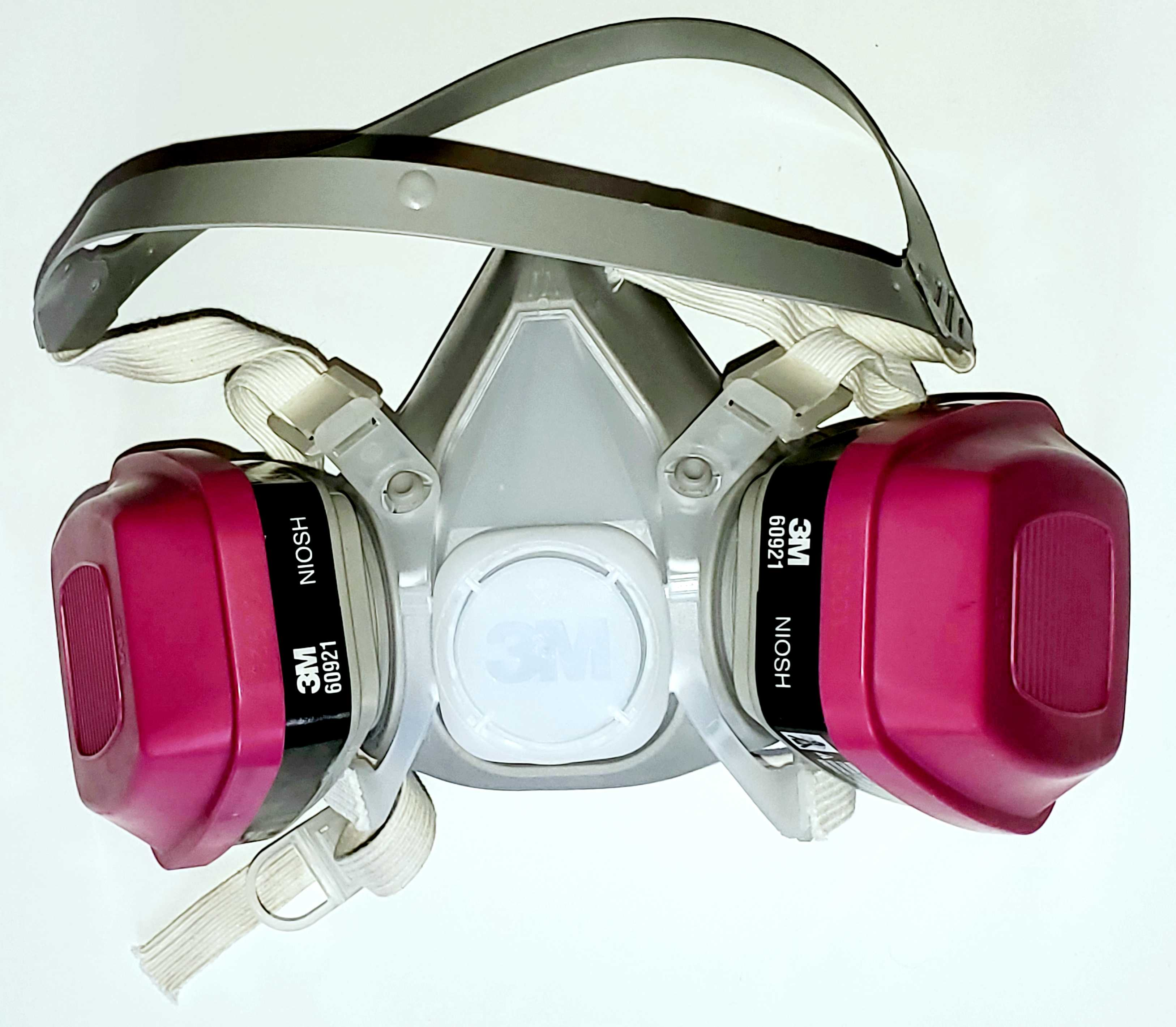
قناع تنفس يغطي نصف الوجه لتنقية الهواء مع مرشح جسيمات P100 (الأرجواني) وحافظة بخار عضوي (الأسود).

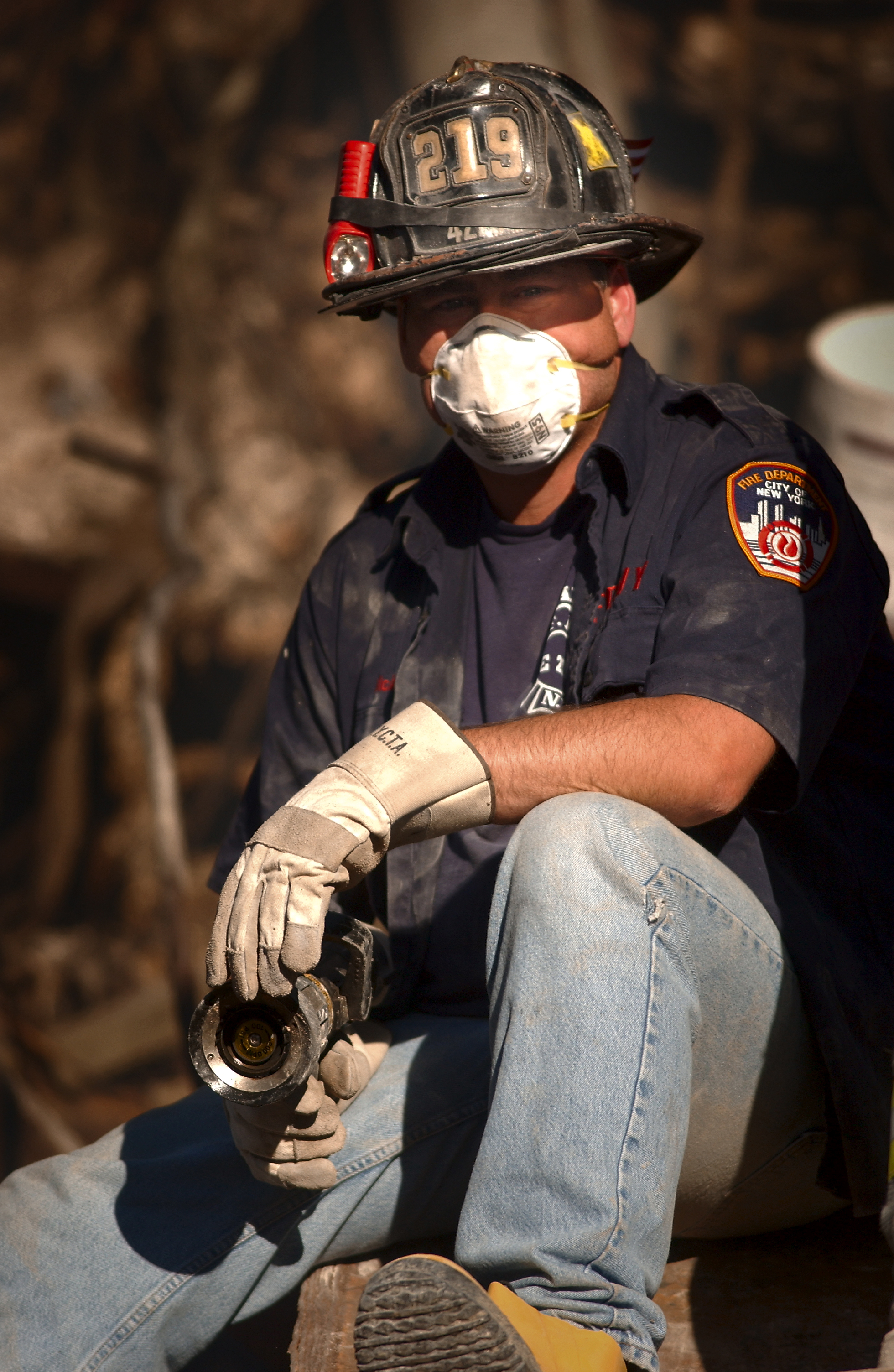
رجل إطفاء يرتدي قناع الغبار N95

تصنيف ترشيح الهواء وفق المعهد الوطني للسلامة والصحة المهنية هو تصنيفٌ للترشيح الهوائي في الولايات المتحدة والذي قدمهُ المعهد الوطني للسلامة والصحة المهنية (اختصارًا NIOSH) أثناء عملية التصديق والموافقة على أجهزة الحماية التنفسية المنشأة بموجب الجزء 84 من القسم 42 من قانون اللوائح الفيدرالية (42 CFR 84). تتضمن أجهزة الحماية التنفسية هذه على أقنعةٍ تنفسية منقيةٍ للهواء (APR)، مثل أقنعة الغبار وحافظات الحماية الكيميائية التي تحتوي على موادٍ لترشيح الجسيمات.
تُشير هذه التصنيفات فقط إلى ترشيح الجسيمات/الهباء ولا تشير إلى قدرة قناع التنفس على إزالة الغازات والأبخرة الكيميائية من الهواء، والتي تُنظم بموجب الجزء 84 من القسم الفرعي L‏ 42 (42 CFR 84 Subpart L). يُفترض هذا التصنيف أنَّ الشخص يرتدي قناع التنفس بشكلٍ سليم.

## تصنيفات المعهد الوطني للسلامة والصحة المهنية
أنشأ المعهد الوطني للسلامة والصحة المهنية حاليًا 9 تصنيفاتٍ لأقنعة التنفس المعتَمدة لترشيح الجسيمات، والتي تعتمدُ على مجموعةٍ من أقنعة التنفسي المتعاقبة ذات الكفاءة. يشير الجزء الأول من تصنيف المرشحات إلى السلسلة التي تستخدم الحروف N أو R أو P للإشارة إلى مقاومة المرشح لتراجع كفاءة الترشيح عند تعرضه للهباء الزيتي (مثل مواد التشحيم أو سوائل القَطع أو الغلسرين وغيرها). يُذكر بالأسفل التعاريف والاستخدام المقصود لكل سلسلة.
- N من (Not resistant to oil)، أي ليست مُقاومة للزيوت. يستخدم عندما لا تكون جزيئات الزيت موجودة.
- R من (Resistant to oil)، أي مقاومة للزيت. يُستخدم عند وجود جزيئات الزيت، ويتم التخلص من المرشح بعد استعمالٍ واحد.
- P من (oil Proof)، أي صامد ضد الزيت. يُستخدم عند وجود جزيئات الزيت، ويُعاد استخدام المرشح لأكثر من مرة واحدة.

تشير القيمة الثانية إلى الحد الأدنى لمستوى كفاءة المرشح. عند اختباره وفقًا لبروتوكول المعهد الوطني للسلامة والصحة المهنية، يجب على كل تصنيف أن يوضح الحد الأدنى لمستوى الكفاءة الموضح أدناه.
| صنف قناع التنفس    | مستوى الحدى الأدنى للكفاء |
| ------------------ | ------------------------- |
| N95، و‏R95، و‏P95    | 95%                       |
| N99، و‏R99، و‏P99    | 99%                       |
| N100، و‏R100، و‏P100 | 99.97%                    |

تُفحص المرشحات ضد أكثر الجسيمات اختراقًا والتي يبلغ حجمها 0.3 ميكرومتر، ووفقًا لذلك فإنَّ الأقنعة التنفسية تحت تصنيف P100 تكون فعالةً على الأقل بنسبة 99.97% في إزالة الجزيئات من هذا الحجم. تُرشح الجسيمات التي حجمها يقل عن أو أكبر من 0.3 ميكرومتر بكفاءةٍ أكبر من 99.97%. على الرغم أنه من غير المُتوقع أنَّ يقوم المُرشح بترشيح الجسيمات التي تقل عن 0.3 ميكرومتر بكفاءةٍ عالية، إلا أنَّ القوى التي يكون لها تأثيرٌ أكبر على فعالية الترشيح (الانتشار، والاعتراض، والترشيح العطالي للهباء) تكون أضعف عند هذا الحجم للمرشحات التي اختبرها المعهد الوطني للسلامة والصحة المهنية. يُشار إلى كفاءة تجميع المرشح لأحجام الجسيمات غير تلك التي تكون أقل كفاءة فيها بواسطة منحنى كفاءة المرشح.

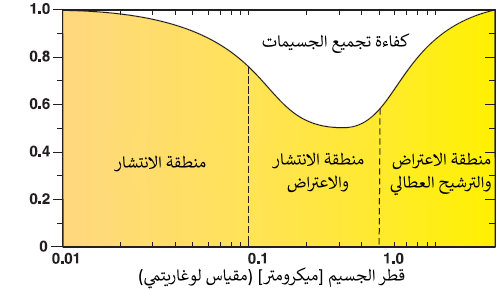
منحنى كفاءة التجميع التقليدي مع آليات تجميع المرشح

## مقارنة مع القناع الجراحي
تهدفُ الأقنعة الجراحية أساسًا إلى حماية مُرتَديها من الرذاذ والرشاش المُباشر من الدم والسوائل الجسمية، وكذلك إخراج الهباء من مُرتَديها والذي قد يؤثر سلبًا على المريض أو أي فردٍ آخر. أجازت إدارة الغذاء والدواء استعمال أقنعة التنفس N95 أقنعةً جراحية، بالإضافة إلى توفير الحماية التنفسية لمُرتديها، وتعرف باسم (Surgical N95).
لا توفر الأقنعة الجراحية النموذجية نفس مستوى الترشيح الذي توفره أقنعة التنفس المُعتمد من قبل المعهد الوطني للسلامة والصحة المهنية (NIOSH)، حيث أنها ليست مناسبةً أو غير قادرةٍ على توفير ترشيحٍ كافٍ لنطاقٍ واسعٍ من أحجام الجسيمات. توصي مراكز مكافحة الأمراض واتقائها (CDC) في الولايات المتحدة باستخدام الأقنعة الجراحية بمثابة جزءٍ من الاحتياطات المعيارية عند تنفيذ إجراءاتٍ تؤدي إلى نشوء هباءٍ دون توقع أن يصاب المريض بمرضٍ يُعرف أنه ينتقل بواسطة الهباء.
تُوصي مراكز مكافحة الأمراض واتقائه (CDC) باستخدام أقنعة التنفس المعتمدة من قبل المعهد الوطني للسلامة والصحة المهنية (NIOSH) والتي تعادل N95 أو أكبر؛ وذلك لمنع استنشاق الجسيمات المُعدية (مثل المتفطرة السلية، وإنفلونزا الطيور، والمتلازمة التنفسية الحادة الوخيمة (السارس)، وجائحة إنفلونزا، وفيروس إيبولا).